# Teynhof

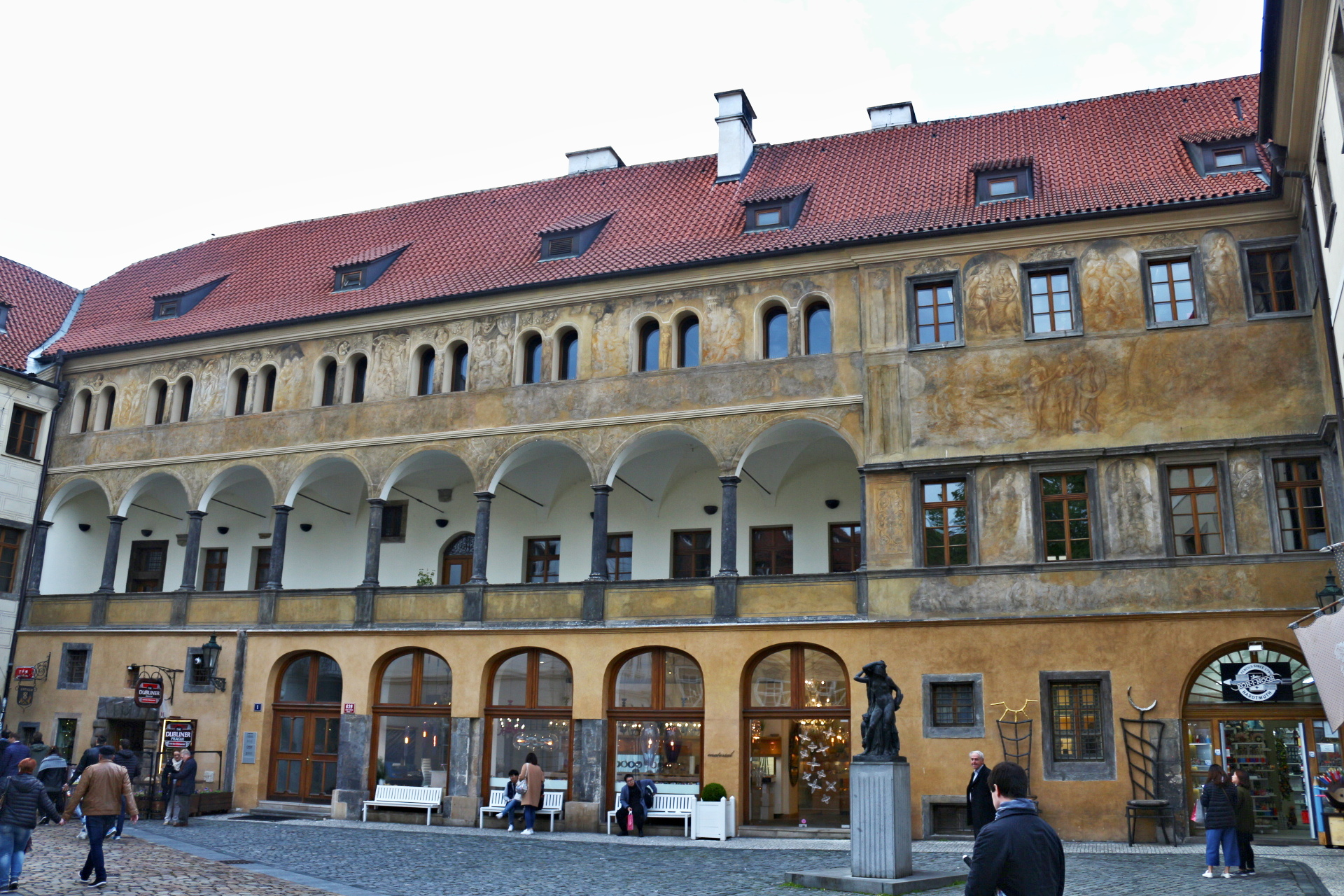
Palais Granov im Teynhof

Der Teynhof (tschechisch Týnský dvůr oder Týn) in der Prager Altstadt, auch Ungelt genannt, zählt zu den historisch bedeutendsten Orten der Stadt. Der Gebäudekomplex ist im 11. oder 12. Jahrhundert entstanden. Er war ursprünglich ein befestigter Handelshof, in dem durchreisende Händler Schutz und Unterkunft fanden und ihre Waren verzollen mussten. Das Areal ist als Kulturdenkmal der Tschechischen Republik geschützt.

## Name
Das Wort teyn ist wahrscheinlich keltischen Ursprungs und bezeichnete in Tschechisch früher eine Festung oder einen eingezäunten Platz. Das alte Wort otýniti bedeutete einzäunen. Aus demselben Wortstamm entwickelte sich das deutsche Wort Zaun, und das englische town.

## Geschichte

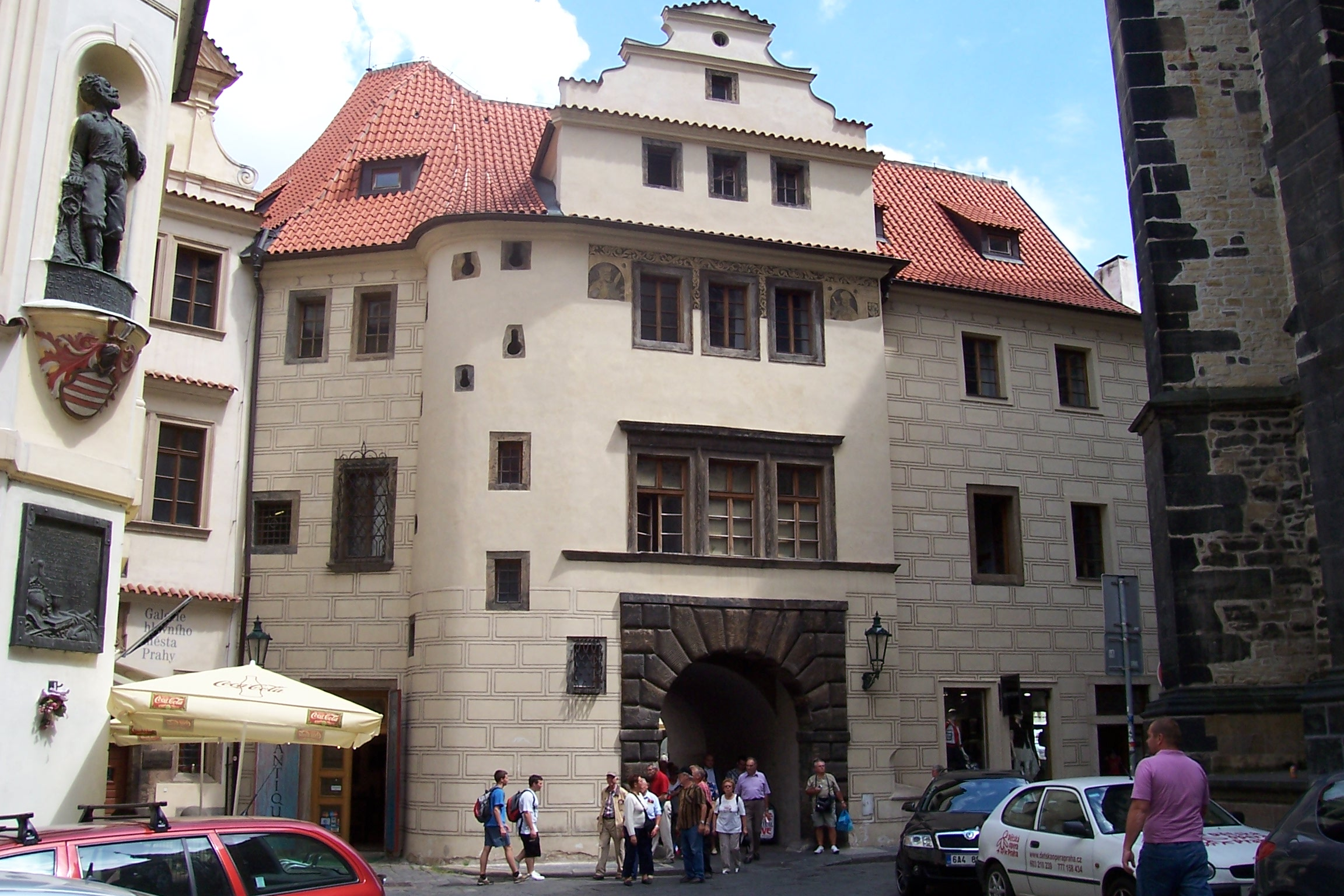
Tor zum Teynhof durch das Palais Granov

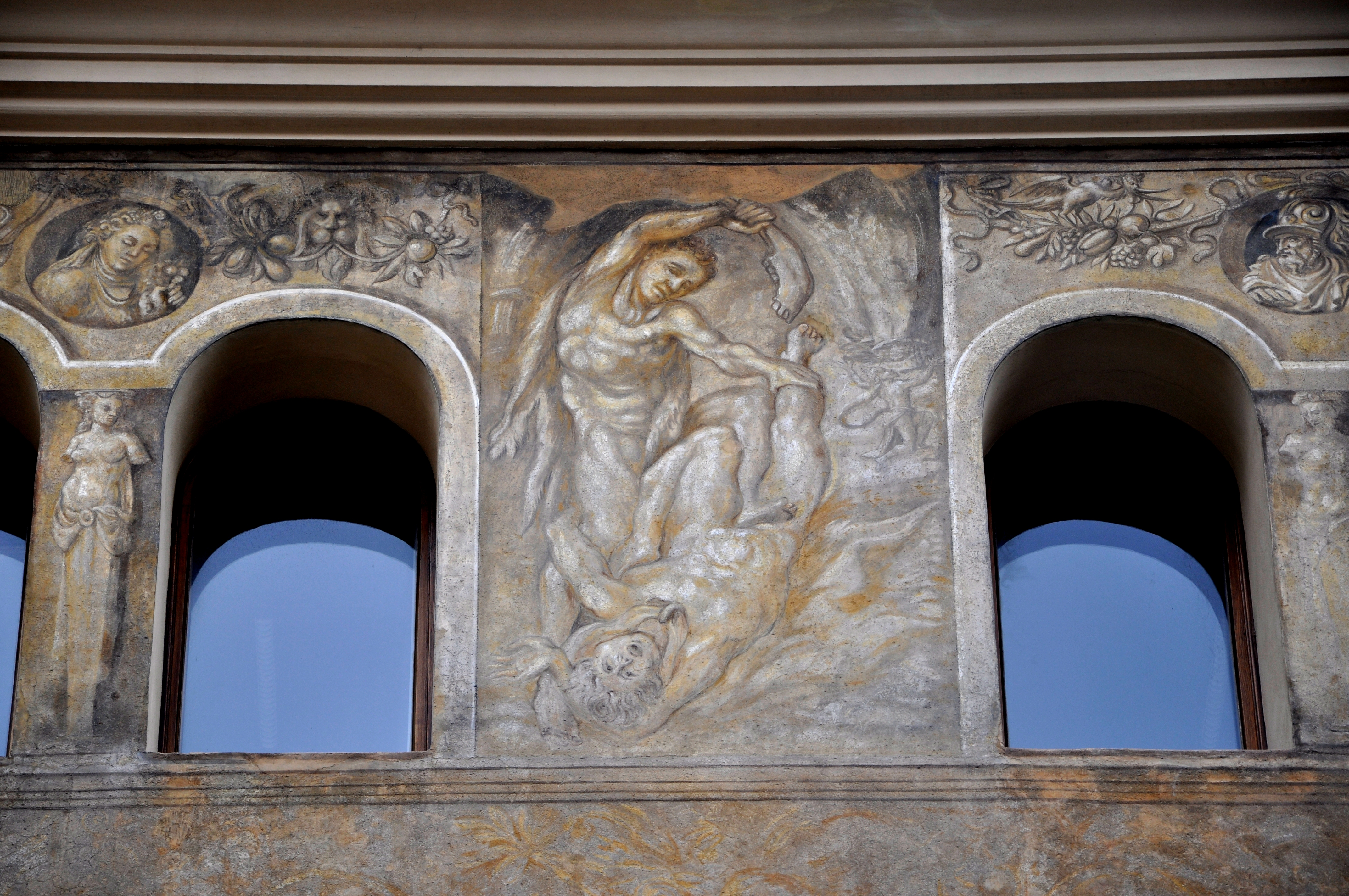
Detail der Fassade des Palais Granov im Innenhof: Kain und Abel

Archäologische Ausgrabungen der 1980er und 1990er Jahre zeigten, dass sich hier spätestens seit dem 12. Jahrhundert ein eingezäunter kaufmännischer Hof befand. Ältere Literatur gibt das 10. Jahrhundert an und begründet es mit der Vermutung, dass schon der arabisch-jüdische Kaufmann Ibrahim Ibn Jakub im Teynhof einkehrte. In seinem Reisebericht aus dem Jahr 965 erwähnt Ibrahim Ibn Jakub den Prager Handelsplatz und schreibt, dass Kaufleute hier eine gute und günstige Unterkunft für sich und ihre Lasttiere finden können. Der Prager Markt sei der größte in den slawischen Ländern.
Das Gehöft war durch eine Schutzmauer und einen Graben von der Stadt getrennt und besaß im Osten und im Westen jeweils ein Tor. Es stand unter dem Schutz des böhmischen Herrschers und bot den durchreisenden Händlern aus fremden Ländern neben einer Unterkunft auch Lagerräume für ihre wertvollen Waren und Ställe für ihre Pferde. Im 12. Jahrhundert kam ein Hospital hinzu, eines der ältesten der Stadt, und die romanische Kirche der Jungfrau Maria, Vorläuferin der heutigen Teynkirche.
Die fremden Händler mussten hier alle ihre Waren „um Geld“ registrieren und verzollen, wovon sich die mittelhochdeutsche Bezeichnung „Ungelt“ für Zoll ableitet. Die Zollpflicht wurde streng kontrolliert. Händler, die versuchten, den Zollhof zu umgehen, riskierten die Beschlagnahme ihrer Waren. Alte Aufzeichnungen zeigen, dass Kaufleute aus vielen europäischen und auch arabischen Ländern große Mengen an Waren in die Stadt brachten. Darunter waren Metalle wie Gold, Silber, Kupfer oder Zinn, auch Bernstein, Salpeter, Salz, Werkzeuge, Leinen, Wolle oder kostbare Seidenstoffe, Teppiche und Pelze. Auch Lebensmittel wurden feilgeboten, wie Obst und Getränke aus dem Süden und getrocknete oder geräucherte Fische.
Bald siedelten sich im Ungelt auch Handwerker an, und wohlhabende Prager Bürger bauten um den Hof ihre Wohnhäuser. Im Ungelt herrschte ein reges Leben. In den angrenzenden Gasthäusern trafen sich die Reisenden nicht nur untereinander, sondern auch mit den Bürgern der Stadt. Sie berichteten über ihre Reisen und brachten Neuigkeiten aus fernen Ländern. Deswegen trug Ungelt auch den Namen „laeta curia“ (der lustige Hof).
Seine Blütezeit erlebte der Teynhof – wie auch die gesamte Stadt – zur Zeit der Könige Karl IV. und Wenzel IV. Wegen der Hussitenkriege verlor das Prager Zollprivileg seine Bedeutung und danach erreichte Prag nicht mehr seine frühere Stellung als Handelszentrum. Die Zollstelle im Ungelt diente im 15. Jahrhundert nur noch dem Prager Handel. Im 18. Jahrhundert zog das Zollamt in die Straße Haštalská und der Teynhof verfiel.
Ab 1978 wurden archäologische Untersuchungen durchgeführt, und im Jahr 1981 begann eine umfassende Rekonstruktion des gesamten Areals. Nach deren Abschluss wurde Ungelt am 18. Dezember 1996 für die Öffentlichkeit geöffnet. Heute befinden sich hier kleinere Läden, Kunstgalerien, Cafés und das kleine Kammertheater divadlo Ungelt.

## Architektur
Das heutige Areal Ungelt umfasst 18 Häuser. Sie bilden eine architektonische Einheit, auch wenn ihre Baustile aus ganz unterschiedlichen Epochen stammen. Das gesamte Areal ist als Kulturdenkmal der Tschechischen Republik geschützt. Die meisten Häuser haben barocke Fassaden, die nach dem großen Brand des Jahres 1689 entstanden sind. Der Innenhof ist auch heute durch die zwei ursprünglichen Tore zugänglich. Vom Altstädter Ring kommend gelangt man in den Ungelt durch die schmale Gasse Týnská und das Tor im Palais Granov, aus Osten kommend durch ein Tor von der Straße Malá Štupartská.
Das historisch wertvollste Gebäude im Ungelt ist das Palais Granov (palác Granovských). Es zählt zu den ältesten und am besten erhaltenen Renaissancehäusern in Prag. König Ferdinand I. übergab im Jahr 1558 das Haus dem damaligen Verwalter von Ungeld, Jakob Granovský von Granov. Er ließ es 1560 in ein zweistöckiges Renaissancepalais mit einer offenen Arkadenloggia im ersten Stock umbauen. Die reichen Wandmalereien im Innenhof stellen biblische und mythologische Szenen dar. Das Portal trägt die Jahreszahl 1560 und den Wappen der Familie Granovský. Der Sgraffito über dem Portal zur Týnská-Gasse zeigt links wahrscheinlich Ferdinand I. und rechts Jakob Granovský.